# Älö
För andra betydelser, se Älö (olika betydelser).
Älö är en ö i Misterhults skärgård, Oskarshamns kommun. Den ligger i naturreservatet Misterhults norra skärgård. Högsta punkten är 24 m över havet. Ön har en yta av 1,03 kvadratkilometer.
På Älö fanns 1543 ett kronohemman, och under de följande seklerna försörjde sig innevånarna på ön av fiske och jordbruk. Älö fick elektricitet 1949 och ännu på 1950-talet fanns här fyra jordbruk. Skola och affär lades dock ned kort därefter i början av 1960-talet upphörde jordbruken. 2012 fanns två fastboende på ön. Sommartid vistas dock omkring 70 personer på ön.